# Urbnisi
Urbnisi – wieś w Gruzji, w regionie Wewnętrzna Kartlia. W 2014 roku liczyła 1109 mieszkańców.